# Chongoene
Chongoene é uma povoação e posto administrativo moçambicano, localizado na província de Gaza, no distrito de Chongoene.
Mantém relação umbilical com a cidade de Xai-Xai, com a qual é conurbada.

## Infraestrutura

### Transportes
A principal ligação de Chongoene com o território nacional é rodoviária, sendo que a principal via é a Estrada Nacional n.º 1, que a liga a Xai-Xai, a sul, e a Chindenguele, a norte. Outra ligação importante é feita pela rodovia N102 até as localidades de Malehice e Chibuto, no oeste.

### Educação
Em Chongoene está instalado os campus-sede da Universidade Save (UniSave), uma das instituições de ensino superior públicas do país.